# Steinebrück (Eifel)
Steinebrück ist ein Ort in der Eifel, der durch die deutsch-belgische Grenze in zwei Hälften geteilt wird. Steinebrück liegt beiderseits der Our, die den Ort von Osten nach Westen durchfließt. Der Flusslauf markiert in diesem Abschnitt die Staatsgrenze. Der nördliche Teil von Steinebrück gehört zur belgischen Großgemeinde Sankt Vith und damit zur Deutschsprachigen Gemeinschaft. Auf der belgischen Seite leben acht Einwohner (Angabe Stand 31. Dezember 2015). Der südliche Teil von Steinebrück gehört zur deutschen Gemeinde Winterspelt in Rheinland-Pfalz. Auf der deutschen Seite leben 33 Einwohner (Angabe Stand 1. Juni 2013)

## Geographie

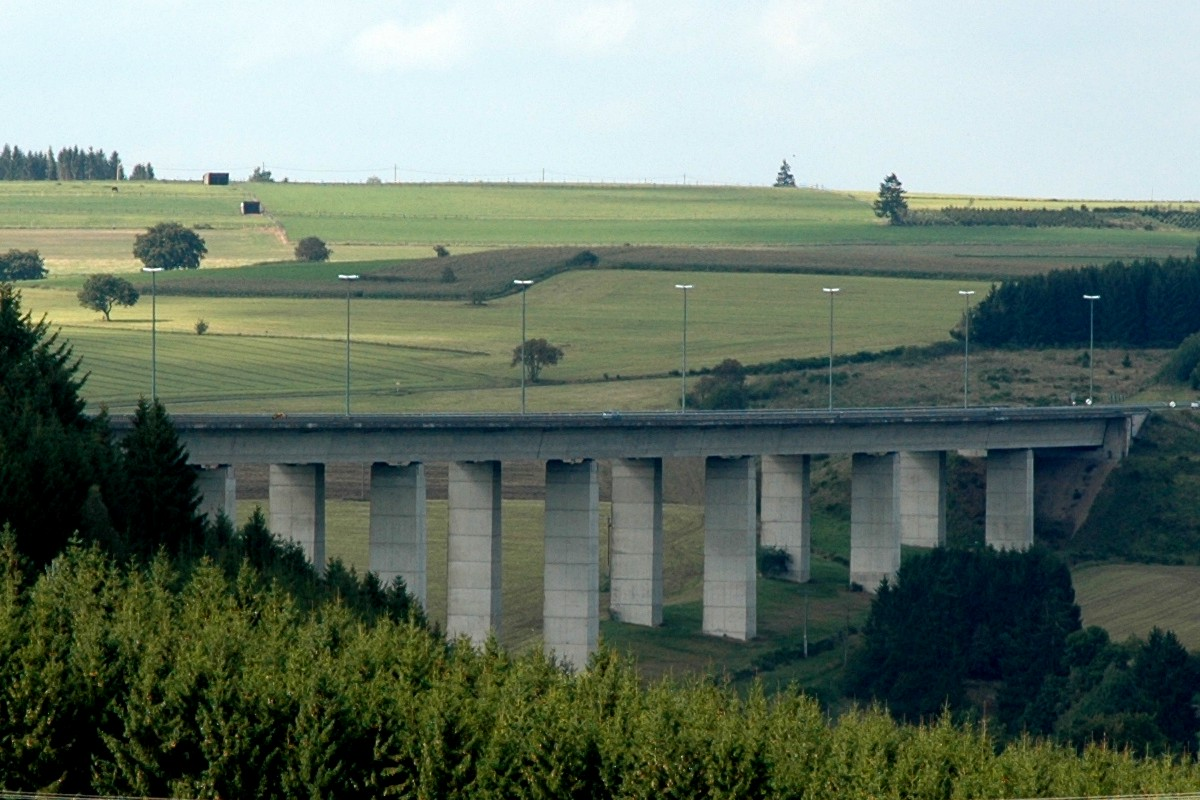
Ourtalbrücke bei Steinebrück

Steinebrück liegt im Ourtal, rund sieben Kilometer südöstlich von Sankt Vith und rund fünf Kilometer nordwestlich von Winterspelt. Das Ourtal wird unmittelbar westlich von Steinebrück durch die Ourtalbrücke der Europastraße 42 (A60/A27) überspannt.

## Geschichte
Der Ort hat eine lange Geschichte als Verkehrsweg über die Our, hier querte ein alter Weg als „Zubringer“ zur Römerstraße Reims-Köln. 1855 wurde die namensgebende steinerne Brücke über die Our gebaut. 1888 folgte eine weitere Brücke, über die die Westeifelbahn den Fluss querte und Gerolstein mit Sankt Vith verband; Steinebrück erhielt einen Bahnhof nördlich der Our.
Die deutsch-belgische Grenze trennt beide Seiten durch den Versailler Vertrag nach dem Ende des Ersten Weltkriegs. Steinebrück wurde damit zum Grenzort und der Bahnhof, der nun in Belgien lag, zum Grenzbahnhof. Für die Bewohner auf deutscher Seite (auch in den benachbarten Dörfern Ihren, Elcherath und Urb) wurde dies zum Problem, weil sie bis dahin den Bahnhof Steinebrück nutzten. Trotz internationaler Verhandlungen wurde keine Lösung gefunden: Letztlich richtete die Deutsche Reichsbahn 1930 eine zusätzliche Haltestelle in Ihren ein. Nach dem Zweiten Weltkrieg wurde kein grenzüberschreitender Personenverkehr mehr betrieben. Nur von 1949 bis 1952 verkehrten noch Züge zwischen Lommersweiler und Steinebrück, dann wurde der Bahnhof geschlossen. Heute ist die Bahnstrecke bis Prüm als grenzüberschreitender Radweg ausgebaut und angebunden an das RAVEL Radwegenetz Ostbelgiens.
Bis zur Fertigstellung der Autobahn 1984 hatte Steinebrück noch einige Bedeutung als Grenzübergang für den Straßenverkehr. Die alte Brücke diente hernach nur noch dem örtlichen Grenzverkehr.